# 希爾亞德鎮區 (伊利諾伊州馬庫平縣)
希爾亞德鎮區（英語：Hillyard Township）是位於美國伊利諾伊州馬庫平縣的一個行政鎮區。

## 地方資料
根據2010年美國人口普查的數據，希爾亞德鎮區的面積為93.70平方千米，當中陸地面積為93.50平方千米，而水域面積為0.20平方千米。當地共有人口661人，而人口密度為每平方千米7.05人。